# Hawaii County
Hawaii County (englisch County of Hawaiʻi) ist ein County im Bundesstaat Hawaii der Vereinigten Staaten von Amerika mit 200.629 Einwohnern (Stand: 2020).

## Geographie
Es liegt auf der südlichsten Insel der Inselkette, der Big Island, und hat eine Gesamtfläche von 13.174 Quadratkilometern, darunter sind 2.742 Quadratkilometer Wasserflächen – im Wesentlichen die Küstenlinie, die vom US Census Bureau mitgezählt wird.
Der Verwaltungssitz (County Seat) und mit Abstand die größte und wichtigste Stadt ist Hilo; an der dem Wind zugewandten Küste gelegen, gilt sie als eine der feuchtesten Städte der Welt.

## Geschichte
Hawaiʻi war die Heimatinsel von Kamehameha I., der 1795 die meisten hawaiischen Inseln unter seine Herrschaft brachte. Er gab seinem Königreich den Namen seiner Heimatinsel, daher wird heute die gesamte Inselkette als Hawaii bezeichnet.
James Cook, der die westliche Welt auf diese „Sandwich-Inseln“ aufmerksam machte, wurde auf dieser Insel getötet. Verwaltungsoberhaupt des Countys ist derzeit Harry Kim.

## Verwaltungsgliederung
Hawaii County ist in neun Distrikte aufgeteilt. Grundlage sind die sechs traditionellen moku (Distrikte), von denen drei der bevölkerungsstärksten (Hilo, Kohala und Kona) in jeweils zwei Distrikte unterteilt wurden, um Diskrepanzen hinsichtlich der vergleichbaren Bevölkerungszahlen zu verringern.

### Distrikte
Die neun Distrikte sind in der nachstehenden Übersicht aufgeführt, mit offizieller Reihenfolge gegen den Uhrzeigersinn, beginnend im Südosten.
| Nr. | Distrikt       | Fläche km² | Bevölkerung 2000 | moku    | Karte                                |
| --- | -------------- | ---------- | ---------------- | ------- | ------------------------------------ |
| 1   | Puna           | 1293,57    | 31.335           | Puna    | Distriktgliederung von Hawaii County |
| 2   | South Hilo     | 1021,44    | 47.386           | Hilo    | Distriktgliederung von Hawaii County |
| 3   | North Hilo     | 959,98     | 1.720            | Hilo    | Distriktgliederung von Hawaii County |
| 4   | Hāmākua        | 1503,49    | 6.108            | Hāmākua | Distriktgliederung von Hawaii County |
| 5   | North Kohala   | 344,26     | 6.038            | Kohala  | Distriktgliederung von Hawaii County |
| 6   | South Kohala   | 910,95     | 13.131           | Kohala  | Distriktgliederung von Hawaii County |
| 7   | North Kona     | 1266,53    | 28.543           | Kona    | Distriktgliederung von Hawaii County |
| 8   | South Kona     | 868,63     | 8.589            | Kona    | Distriktgliederung von Hawaii County |
| 9   | Kaʻū           | 2388,54    | 5.827            | Kaʻū    | Distriktgliederung von Hawaii County |
|     | Hawaiʻi County | 10.432,52  | 148.677          | 6 moku  | Distriktgliederung von Hawaii County |

### Ortschaften
- Ainaloa
- Captain Cook
- Eden Roc
- Fern Acres
- Fern Forest
- Halaula
- Hawaiian Acres
- Hawaiian Beaches
- Hawaiian Ocean View
- Hawaiian Paradise Park
- Hawi
- Hilo
- Holualoa
- Honalo
- Honaunau-Napoopoo
- Honokaʻa
- Honomu
- Kahaluu-Keauhou
- Kailua-Kona
- Kalaoa
- Kapaau
- Keaau
- Kealakekua
- Keokea
- Kukuihaele
- Kurtistown
- Laupahoehoe
- Leilani Estates
- Mountain View
- Naalehu
- Nanawale Estates
- Orchidlands Estates
- Paauilo
- Pahala
- Pāhoa
- Papaikou
- Pepeekeo
- Paukaa
- Puako
- Volcano
- Waikoloa Village
- Waimea
- Wainaku

### Siedlungen
- Ahualoa
- Hakalau
- Waiohinu

### Nationalparks
- Ala Kahakai National Historic Trail
- Hakalau Forest National Wildlife Refuge
- Hawaiʻi-Volcanoes-Nationalpark
- Kaloko-Honokōhau National Historical Park
- Kona Forest National Wildlife Refuge
- Puʻuhonua o Hōnaunau National Historical Park
- Puʻukoholā Heiau National Historic Site